# Испано-португальская война (1761—1763)
Испано-португальская война 1761—1763 годов — вооружённый конфликт между Испанией, сражавшейся на стороне Франции, и Португалией, выступавшей на стороне Великобритании, во время Семилетней войны. Поскольку не было крупных сражений, несмотря на большое количество перемещений войск, эта война стала известна в португальской истории как Фантастическая война (порт. и исп. Guerra Fantástica) или Война семейного договора (порт. Guerra do Pacto de Família).

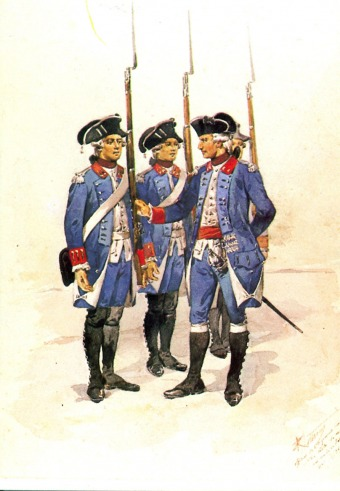
Португальские пехотинцы. 1762 год.

## Предыстория
После начала в 1756 году Семилетней войны между Францией и Великобританией Испания и Португалия оставались нейтральными. Их претензии друг к другу в Южной Америке были урегулированы Мадридским договором 1750 года. Король Испании Фердинанд VI и премьер-министр Испании Рикардо Уолл всячески старались отрешиться от этого конфликта, несмотря на все уговоры французов.
Ситуация стала в корне меняться в 1759 году, когда после смерти Фердинанда VI испанский престол унаследовал его младший брат Карл III, который был намного амбициознее покойного брата, отличавшегося меланхолическим складом. Одно из главных направлений своей политики новый король видел в сохранении за Испанией статуса мощной колониальной державы и ключом к этому считал усиление позиций в Европе и, в частности, пересмотр территориальных договорённостей с Португалией.
12 февраля 1761 года в королевском дворце Эль Пардо близ Мадрида Испания и Португалия подписали договор, который отменял Мадридский договор 1750 года.
К 1761 году Франция потерпела в ходе войны ряд поражений от Великобритании. Испания между тем серьёзно страдала от нападений английских каперов, промышлявших в испанских водах, и предъявила Лондону требования возместить ущерб, которые остались неудовлетворёнными.
Опасаясь, что британские победы над Францией в Семилетней войне нарушат баланс сил колониальных держав, в августе 1761 года Карл III подписал с Францией так называемый «Фамильный пакт» (и в Испании, и во Франции правили представители династии Бурбонов), что, в свою очередь, вызвало объявление Британией войны Испании 4 января 1762 года.
Португалия, в то время английский союзник, казалась лёгкой добычей. После разрушительного Лиссабонского землетрясения премьер-министр Португалии маркиз ди Помбал направлял огромные средства на устранение последствий стихийного бедствия, зачастую в ущерб вооружённым силам государства.

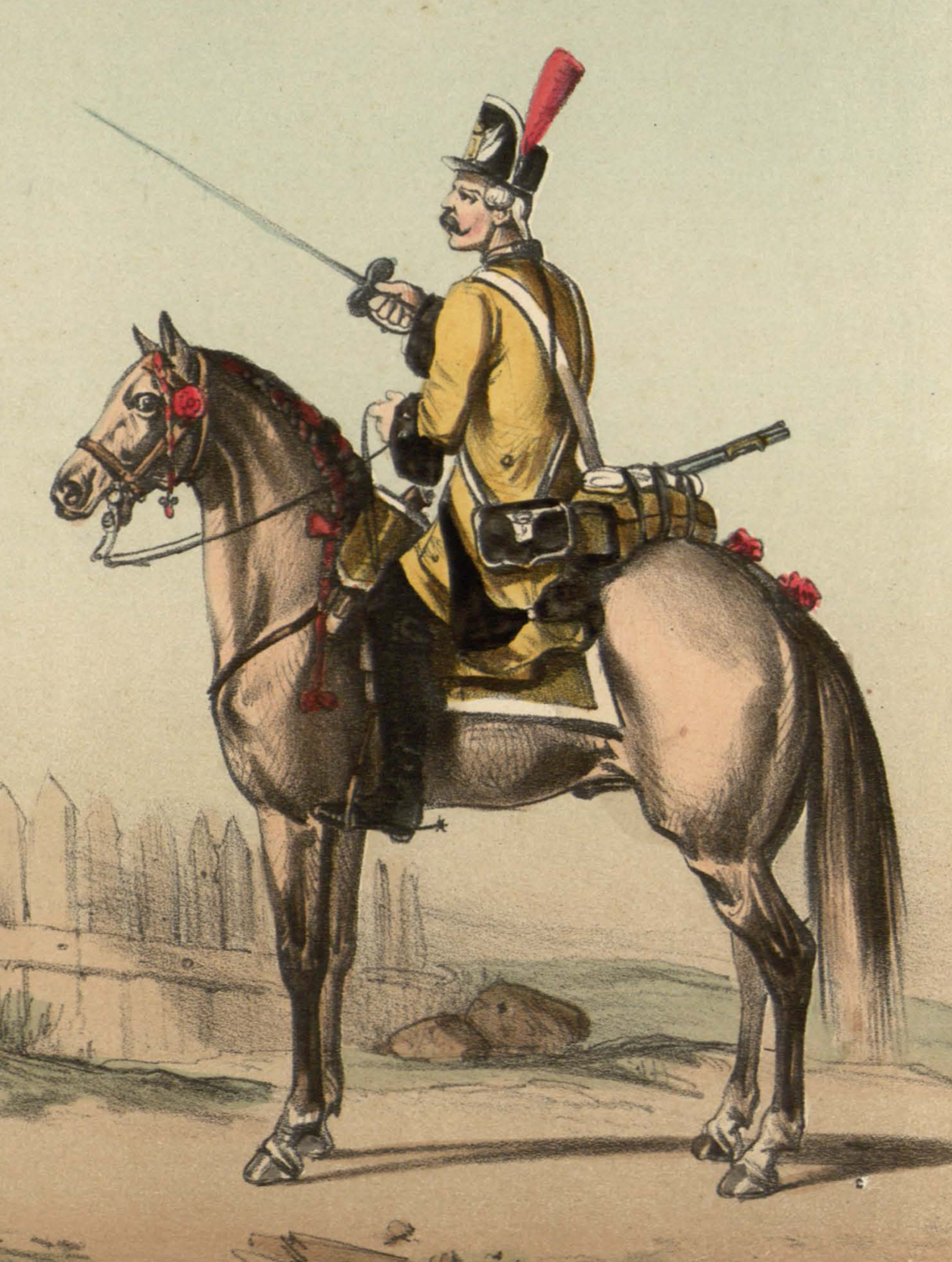
Испанский драгун. 1763 год.

## Ход войны
Испания решила поддержать Францию в нападении на Португалию, которая, хотя и сохраняла нейтралитет, являлась важным экономическим союзником Великобритании. Французы надеялись, что новый театр военных действий отвлечёт значительные британские силы, задействованные непосредственно против них. В начале мая 1762 года франко-испанская армия численностью около 40 тысяч человек вторглась в Португалию на направлении Траз-уж-Монтиш и Алту-Дору и овладела районом Миранда (Terra de Miranda), городами Браганса и Шавиш. 
Для отражения испанского вторжения в Португалию (Spanish invasion of Portugal (1762)) была сформирована двадцатитысячная англо-португальская армия под командованием Вильгельма, графа Шаумбург-Липпе. Испанское наступление было остановлено и отражено португальцами, в основном благодаря действиям партизан, в результате чего испанцы потеряли 10 000 человек. В мае Великобритания направила в Португалию семь тысяч солдат.
В августе армия Бурбонов, теперь возглавляемая графом Арандой, предприняла вторую и гораздо более важную атаку на Бейра-Байшу с участием 30 000 испанцев и 12 000 французов с целью захватить сам Лиссабон. Англо-португальская армия вместе с португальскими партизанами нанесла катастрофическое поражение армии Бурбонов, так и не дав формального сражения. В начале ноября, в разгар сильных штормов, испанцы покинули Португалию, потеряв еще 20 000 человек, включая убитых, дезертиров и пленных, в основном жертв тактики выжженной земли и беспощадных преследований во время отступления.
Третье вторжение через Алентежу, состоявшееся на второй неделе ноября, также с треском провалилось, и Испания была вынуждена просить мира у Португалии. 
Также Испания атаковала португальские колонии в Новом Свете. В частности, была предпринята попытка овладеть спорным поселением Колония-дель-Сакраменто. 
Действия испанцев в Южной Америке, в частности, результаты первого похода под командованием губернатора Буэнос-Айреса Педро Антонио де Севальоса (First Cevallos expedition) на территорию современного Уругвая, были более успешными, однако на общем состоянии дел в контексте Семилетней войны практически не сказались.

## Результаты
В 1763 году Парижский мирный договор, наряду с Губертусбургским миром зафиксировавший конец Семилетней войны, восстановил между Испанией и Португалией вооружённый мир в довоенных границах. Тем не менее в Южной Америке Португалии была возвращена только Колония-дель-Сакраменто, в то время как Санта-Текла, Сан-Мигель, Санта-Тереза и Рио-Гранде-де-Сан-Педро остались за испанцами. При португальском дворе это породило глубокое разочарование и идеи реванша, которые 13 лет спустя привели к новой испано-португальской войне.